# .358 Winchester

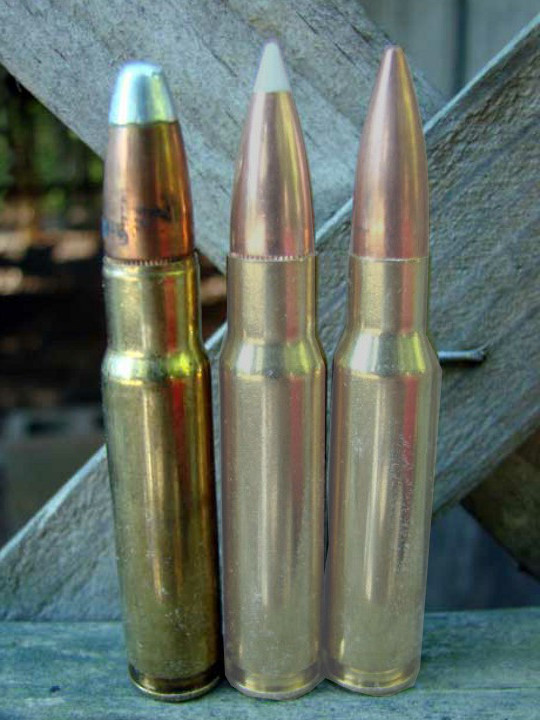
O .358 Winchester (esquerda).

O .358 Winchester é um cartucho de calibre .35 polegadas, baseado no .308 Winchester com a boca do estojo mais larga, criado pela Winchester em 1955. O cartucho também é conhecido na Europa como 9,1x51mm.